# Colias alpherakii
Colias alpherakii är en fjärilsart som beskrevs av Otto Staudinger 1882. Colias alpherakii ingår i släktet Colias och familjen vitfjärilar. Inga underarter finns listade i Catalogue of Life.

## Bildgalleri

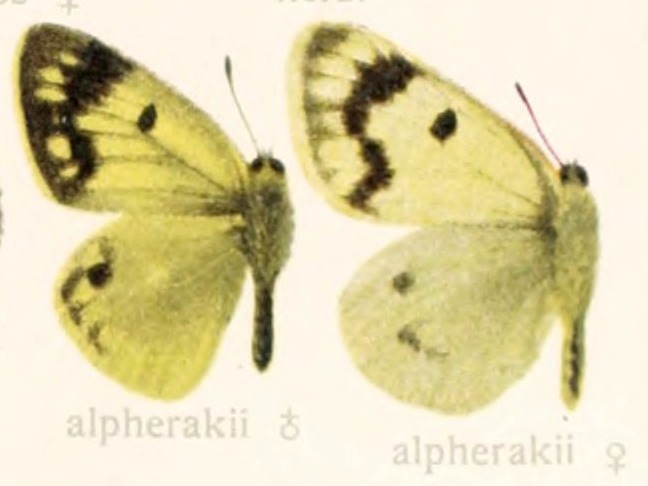